# (515) Athalia
(515) Athalia – planetoida z grupy pasa głównego asteroid.

## Odkrycie
Została odkryta 20 września 1903 roku w Landessternwarte Heidelberg-Königstuhl, w Heidelbergu przez Maxa Wolfa. Nazwa planetoidy pochodzi od Atalii, królowej Judy. Przed jej nadaniem planetoida nosiła oznaczenie tymczasowe (515) 1903 ME.

## Orbita
(515) Athalia okrąża Słońce w ciągu 5 lat i 202 dni w średniej odległości 3,13 j.a. Należy do planetoid z rodziny Themis.